# Monumento a Eduardo Bribiesca Azuara
Monumento a Eduardo Bribiesca Azuara, es una estatua a la memoria de quien ofrendó su vida para proteger a un elemento de su patrulla, promovida por Antonio Martínez Olivella, situada en el Parque del Bosque del Pedregal, en la Delegación de Tlalpan, D.F.

## Historia
Eduardo nació el 18 de septiembre de 1954, ingresó a la Asociación de Scouts de México en el año de 1962. El Domingo 7 de diciembre de 1969 Eduardo Bribiesca y la tropa del grupo 8 de la Asociación de Scouts de México, salieron de excursión al Desierto de los Leones, a la que sería la última excursión del año, al regresar a sus hogares un fuerte viento desgajó uno de los pinos que bordeaban el sendero por el que bajaban los jóvenes, Eduardo al percatarse que una rama caería al suelo sobre uno de sus compañeros, lo empujó salvándolo del golpe, no así a Eduardo quien recibió el golpe de la rama muriendo instantáneamente.
Este hecho heroico lo hizo merecedor de la Medalla al Valor Scout otorgada póstumamente por la Asociación de Scouts de México.

## Estatua
Después del accidente de Eduardo, el Señor Antonio Martínez Olivella quien fue miembro del Comité de Padres del Grupo Scout, al que pertenecía Eduardo, y de la Cámara Nacional de la Industria de la Transformación presentó la ponencia de erigir una estatua sobre este hecho heroico, como una intervención en los hechos relevantes de la juventud de esa época.
La estatua fue inaugurada en el Parque del Bosque del Pedregal el 29 de junio de 1975, ante las Autoridades del Departamento del Distrito Federal, los altos jefes de la A.S.M.A.C. y con la asistencia del Grupo 8 Scout al que pertenecía Eduardo, se develó la estatua con la efigie de Eduardo Bribiesca Azuara portando el uniforme de la Tropa del 8 de la Asociación de Scouts de México.